# Đĩa ghi vàng Voyager

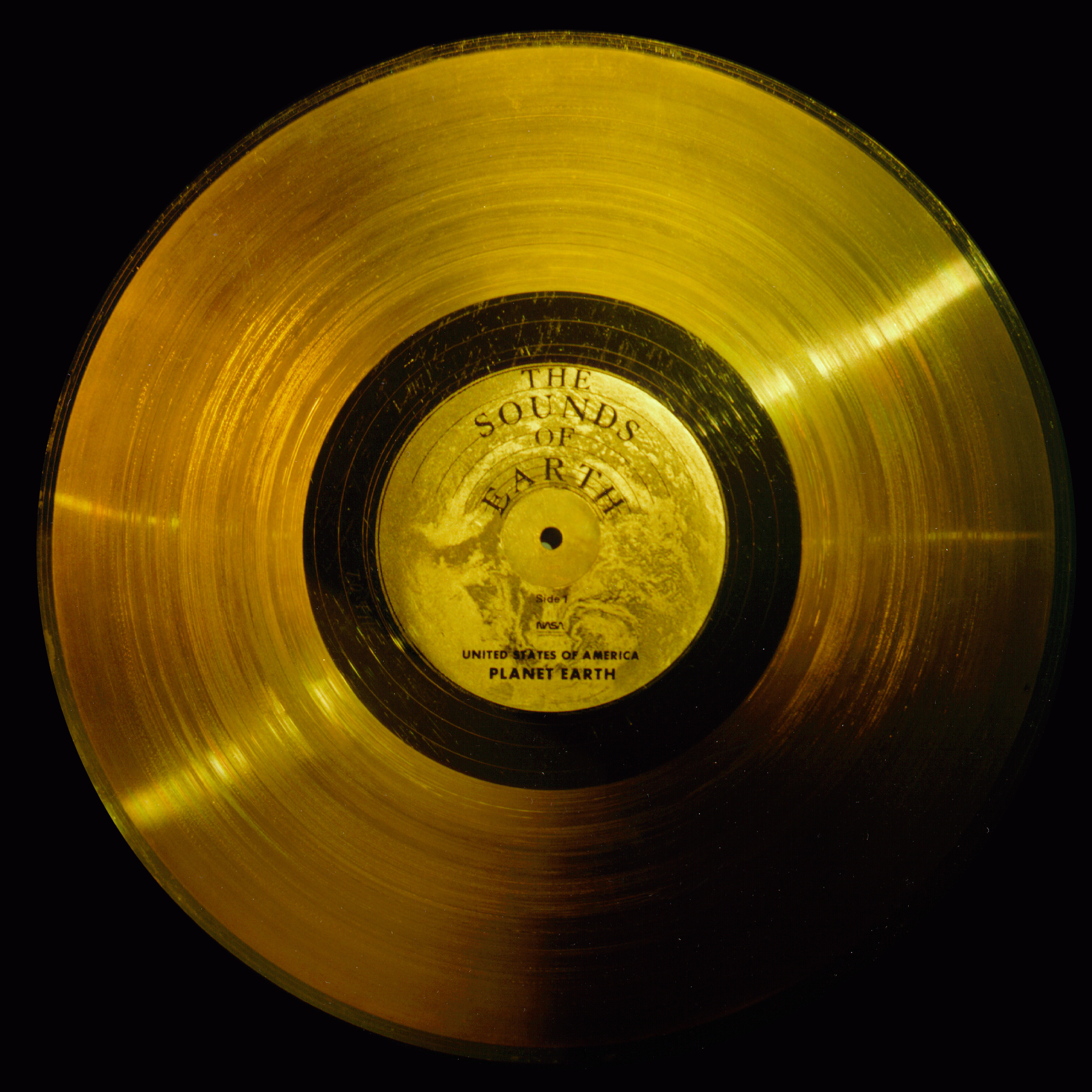
Chiếc đĩa vàng Voyager.

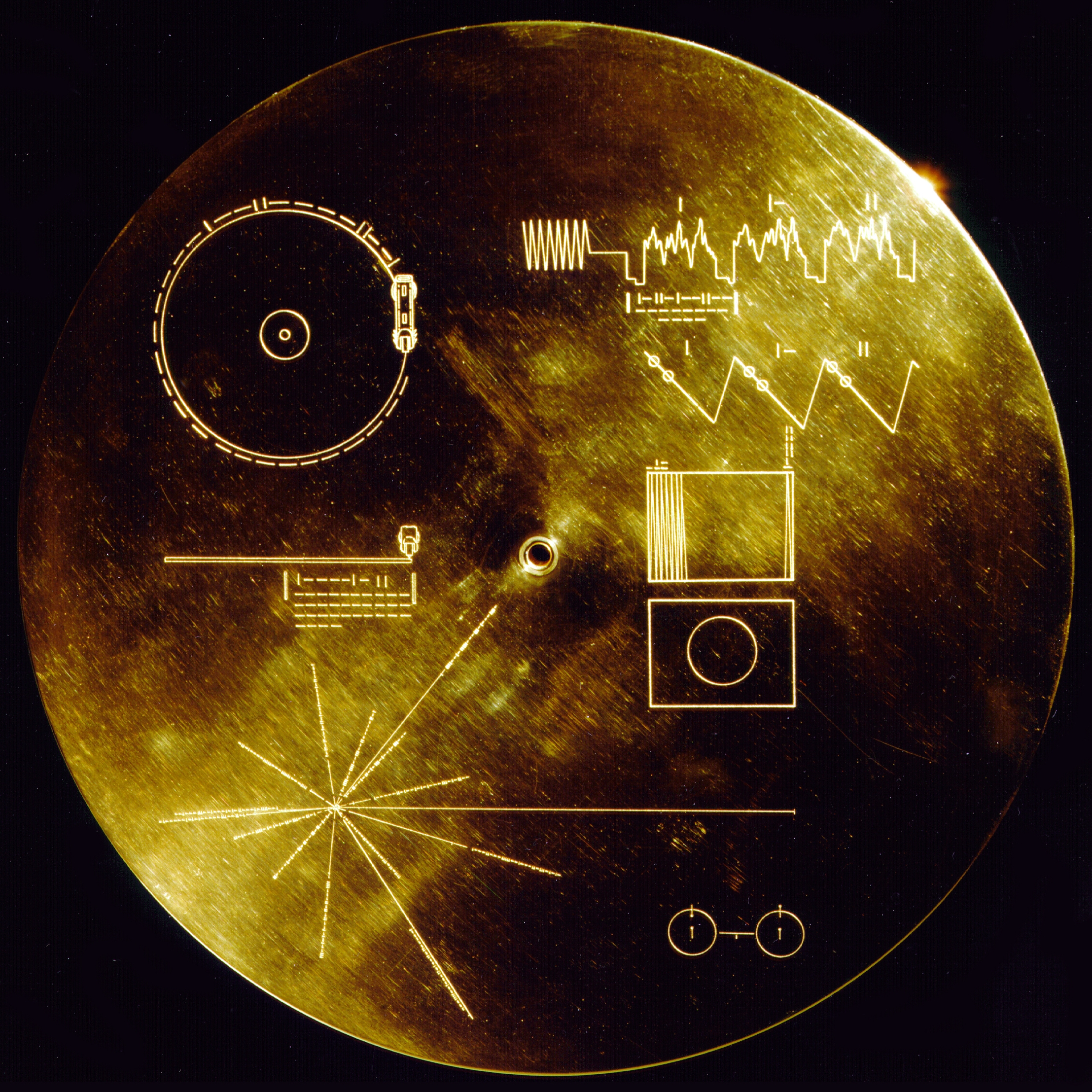
Vỏ của chiếc đĩa vàng.

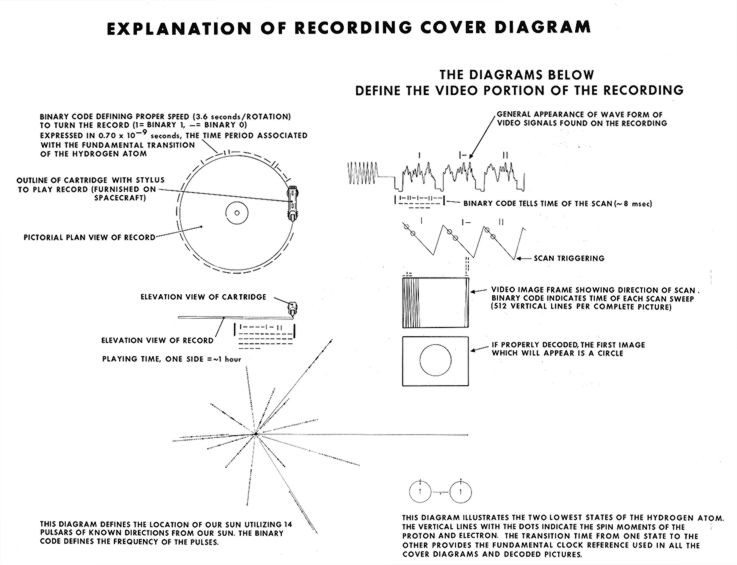
Cách giải mã các hình ảnh trên vỏ đĩa vàng, theo NASA

Đĩa ghi vàng Voyager là một đĩa tư liệu lớn bằng nikel và vàng, được gắn ở trên cả hai con tàu Voyager 1 và 2, được đưa ra khỏi Trái Đất năm 1977. Hiện nay nó đang ở cách Trái Đất 23-25 tỷ km. Nó có nhiệm vụ như một sứ giả mang những hình ảnh, tư liệu chọn lọc về Trái Đất, văn hoá nhân loại đi khắp vũ trụ, với hi vọng một ngày nào đó, một nền văn minh ngoài Trái Đất sẽ có thể nhận được nó. Nó được coi là một phần trong chương trình Voyager.
Cơ hội được các nền văn minh ngoài Trái Đất tìm thấy nó là vô cùng nhỏ, nếu có thì phải trong một tương lai xa. Tuy vậy, nó mang một ý nghĩa biểu tượng rất lớn của nhân loại trong việc cố gắng liên lạc với các nền văn minh ngoài Trái Đất.

## Lịch sử
Hai con tàu Voyager 1 và 2 là hai vật thể nhân tạo thứ ba và thứ tư được đưa ra khỏi hệ mặt trời. Sau những thành công ở hai con tàu Pioneer 10 và 11 trong việc mang thông điệp ra ngoài vũ trụ, NASA đã bắt tay vào làm một thông điệp hoàn thiện và thông tin rộng hơn gắn vào 2 đầu của Voyager 1 và 2, muốn gửi đến người ngoài hành tinh về lịch sử của chúng ta.

## Thông điệp
Đây là thông điệp của tổng thống Hoa Kỳ Jimmy Carter:
This is a present from a small, distant world, a token of our sounds, our science, our images, our music, our thoughts and our feelings. We are attempting to survive our time so we may live into yours.
Nghĩa là:
Đây là món quà từ một thế giới xa xôi nhỏ bé, một dấu riêng về âm thanh, khoa học, hình ảnh, âm nhạc và những suy nghĩ tình cảm của chúng tôi. Chúng tôi đang cố gắng sống sót theo thời gian của chúng tôi để có thể sống cùng các bạn.

## Mặt đĩa
Trên mặt đĩa vàng Voyager có khắc những thông điệp tượng hình, hướng dẫn một cách tỉ mỉ cách đọc đĩa cho người ngoài hành tinh.

## Nội dung
NASA đã bổ nhiệm một ủy ban để ghi đĩa. Đứng đầu ủy ban là nhà vật lý vũ trụ học Carl Sagan, với Frank Drake, Ann Druyan, Timothy Ferris, Jon Lomberg và Linda Salzman Sagan. Đội của họ đã thực hiện một đoạn phim 90 phút, ghi lại 55 lời chào của người Trái Đất bằng 55 ngôn ngữ thông dụng trên thế giới với 116 hình ảnh và vô số các âm thanh từ thiên nhiên.
Dưới đây là lời chào bằng tiếng Việt, do Trần Trọng Hải đọc:
Chân thành gửi tới các bạn lời chào thân hữu!
Các hình ảnh đặc biệt
- Bức ảnh đầu tiên là bức ảnh chụp một hình tròn
- Bức ảnh thứ hai chụp một trang trong từ điển toán học. Theo tiến sĩ Carl Sagan: "Chúng ta có thể tưởng tượng một dạng sống tồn tại bằng bụi giữa các vì sao, nhưng không thể có một nền văn minh mà ở đấy 1 cộng 1 không bằng 2". Trang từ điển toán học này sẽ giúp người ngoài hành tinh xích lại gần chúng ta. Điều này giải thích tại sao người ta gọi toán học là ngôn ngữ của khoa học, ngôn ngữ của vũ trụ.
- Bức ảnh thứ ba là ảnh chụp sơ đồ và thể hiện bộ xương người, hệ thống tuần hoàn, hệ thống thần kinh, cơ quan sinh dục… trong đó có bức ảnh chụp tinh trùng, trứng, phôi, hài nhi và cảnh sinh nở.
- Ảnh kẹt xe ở Ấn Độ
- Quan trọng nhất là tập ảnh gồm hàng chục tấm chụp Trái Đất trong không gian, cung cấp các thông tin về khối lượng, vận tốc quay, đường kính, thành phần khí quyển, về sự tiến hoá của sinh vật.

Nhưng cũng có một số hình ảnh bị NASA chỉ trích như ảnh chụp khoả thân người đàn ông và đàn bà đang mang thai cầm tay nhau, nó bị cho là quá thô tục.
Một số âm thanh được gửi đi
- Tiếng đất đá.
- Tiếng gió, sóng, mưa.
- Tiếng tinh tinh
- Tiếng kêu của cừu, lò rèn, lưỡi cưa.
- Tiếng ngựa, xe kéo.
- Lời hát ru của bà mẹ với con...v.v..